# Bengt Forsberg
Bengt Erik Forsberg (né en 1952) est un pianiste suédois, bien connu pour ses nombreuses collaborations avec la mezzo-soprano Anne Sofie von Otter.

## Biographie
Après son diplôme du Conservatoire de musique et musicologie de Göteborg en 1978, Forsberg a été formé par Peter Feuchtwanger et Herman David Koppel à Copenhague et à Londres.
Il a participé au projet d'enregistrement d'Anne Sofie von Otter de mélodies écrites au camp de concentration de Terezín. Forsberg a la réputation de défendre la musique et les compositeurs négligés,, notamment Reynaldo Hahn, Wilhelm Peterson-Berger, Cécile Chaminade, Mats Lidström, Erich Wolfgang Korngold, Hugo Alfvén, Emmanuel Chabrier, Charles Koechlin, Nikolaï Medtner, Gabriel Pierné, etc.
Il est grandement apprécié comme pianiste accompagnateur et joue régulièrement aux côtés du violoncelliste Mats Lidström et Nils-Erik Sparf.
Il est directeur du Festival de musique de chambre de Stockholm.

## Discographie

### Accompagnateur
- Chaminade, Mélodies, pièces pour violon et piano, pièces pour deux pianos - Anne Sofie von Otter, mezzo-soprano ; Nils-Erik Sparf, violon ; Peter Jablonski, piano II (septembre 2000, DG 471 331-2)[5] (OCLC 49416634)
- Sibelius, Mélodies volume 1 : opus 3, 17, 36, 37, 88, etc. - Anne Sofie von Otter, mezzo-soprano (BIS CD-457)
- Anne Sofie von Otter chante Sibelius : opus 13, 50, 90, etc. (5–6 avril 1994/30–31 mars 1995, BIS CD-757)[6]

### Chambriste
- Pierné, Sonate pour violoncelle, op. 46 et Koechlin, Sonate pour violoncelle, op. 66 ; Chansons bretonnes, op. 115 - Mats Lidström, violoncelle (21–22 juillet 1997, Hyperion CDA66979)[7]